# Dora Söderberg

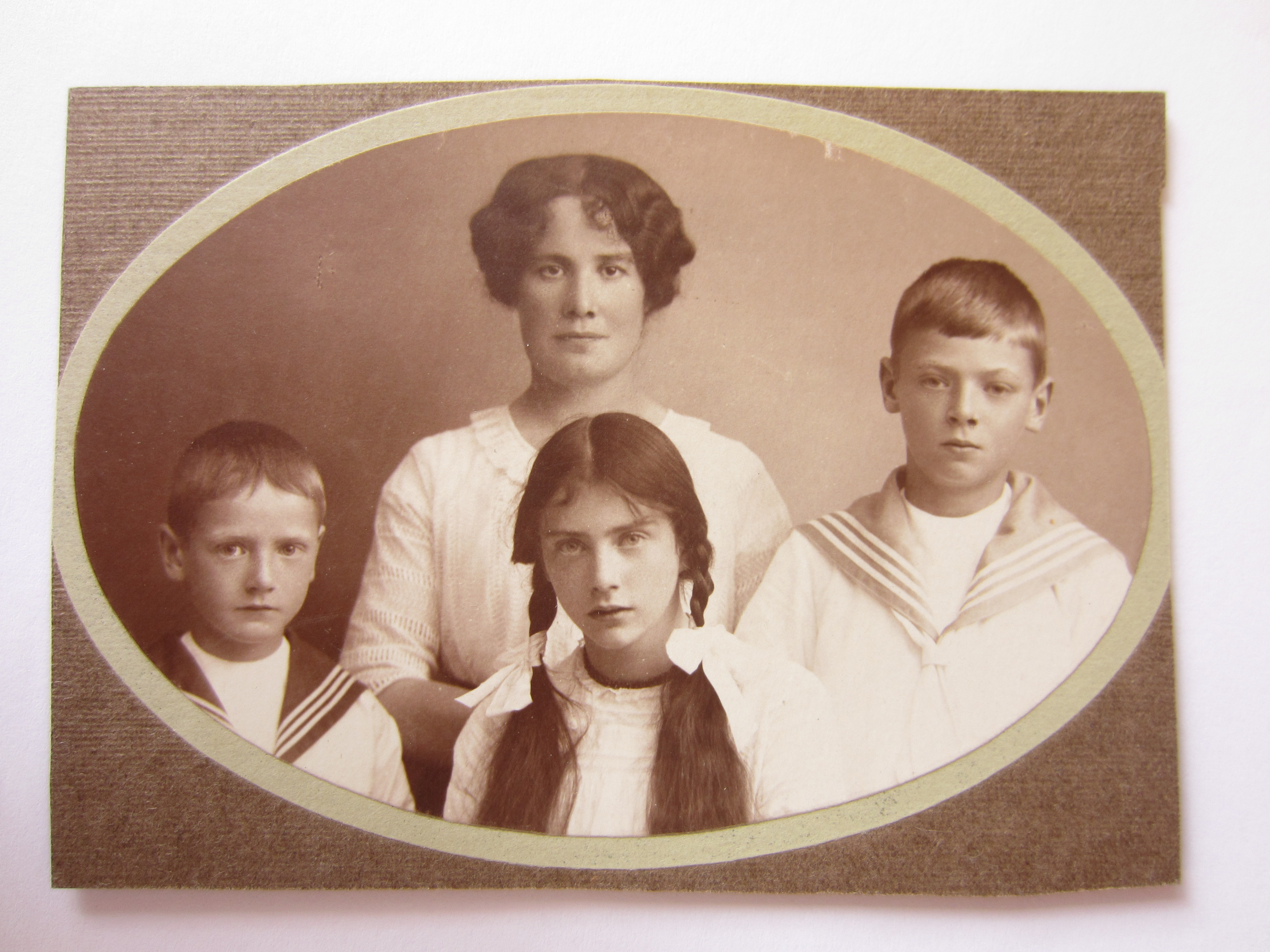
El ama de llaves Elisabeth Andersson (centro) con los hermanos Mikael, Dora y Tom Söderberg hacia 1910.

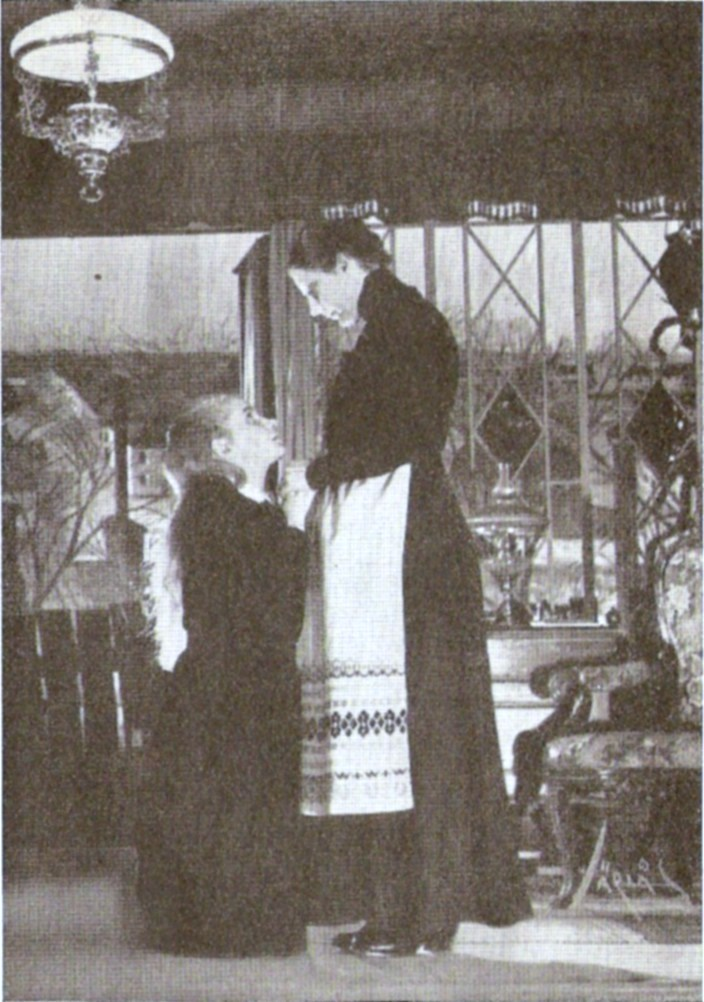
Doris Svedlund como Eleonora y Dora Söderberg como La Madre en la obra de August Strindberg Påsk (Teatro Dramaten el 18 de abril de 1946)

Dora Söderberg (10 de noviembre de 1899- 9 de noviembre de 1990) fue una actriz teatral y cinematográfica sueca.

## Biografía
Nacida en Katarina församling, Suecia, era la hija mayor de Märta Söderberg y Hjalmar Söderberg, y sus hermanos eran el historiador Tom Söderberg, el escritor Mikael Söderberg y la actriz Betty Söderberg. Se casó en 1925 con el director y actor Rune Carlsten, con el cual tuvo un hijo, el director Rolf Carlsten.
Dora Söderberg escogió pronto la profesión teatral, estudiando en la escuela del Teatro Dramaten entre 1917 y 1919. En ese tiempo como alumna, ella trabajó en obras teatrales como Cyrano de Bergerac y Äfventyret.
En el otoño de 1919 se comprometió para trabajar en el Lorensbergsteatern de Gotemburgo con el director Per Lindberg. En ese teatro actuaron Georg Blickingberg, Carl Ström, F.O. Öberg, Dora Söderberg, más adelante en la temporada Elsa Widborg y, de manera ocasional, Astri Torsell. Dora Söderberg trabajó en el Lorensbergsteatern durante seis temporadas, hasta la primavera de 1925, haciendo durante ese tiempo no menos de cuarenta papeles diferentes.
El 12 de septiembre de 1919, en el estreno en el Lorensbergsteatern de la pieza de Gustaf af Geijerstam Stor-Klas och Lill-Klas, Dora Söderberg interpretó a Kajsa. Fue la primera dirección de Knut Ström en ese teatro, tras llegar a Gotemburgo procedente de Düsseldorf. 
Entre los personajes interpretados por Dora Söderberg figuran "Celia" en Como gustéis, "Ofelia" en Hamlet (1920 y 1922), "Marie-Louise" en Royal Suedois (1922), el papel del título en Caperucita Roja (1922) y "Acacia"  en Åtrå (1923). Ese mismo año fue también "Vivan" en Aftonstjärnan, una obra en un acto escrita por su padre entre 1911 y 1912, y que se estrenó mundialmente en marzo de 1912 en el Intima teatern. Otro de sus papeles destacados fue el de "Julieta", junto a Gabriel Alw como "Romeo" en Romeo y Julieta.
Cuando el Teatro Oscar funcionó bajo la dirección de Gösta Ekman y John W. Brunius en 1926-27, Dora Söderberg formaba parte de su compañía teatral, actuando allí hasta el año 1932. Entre sus obras en esos años figuran la de Romain Rolland Spelet om kärleken och döden y Från nio till sex.
Durante unos años trabajó como actriz independiente, actuando en giras y en diferentes teatros, y a partir de 1936-1937 y hasta 1954-1955 tuvo un contrato con el Teatro Dramaten.
Después actuó para el Riksteatern y el Östgötateatern, participando en obras como Las tres hermanas y El buen soldado Švejk, antes de volver al Dramaten en 1964-1965 trabajando con Ingmar Bergman en el estreno de la obra de Harry Martinson Tre knivar från Wei y en  Klas Klättermus.
En el Dramaten trabajó con varios directores, entre ellos Rune Carlsten, su marido. En el verano de 1940, durante la Segunda Guerra Mundial el Dramaten hizo una gira por Gotland con "Fältteatern". En Visby se representó la comedia de Vilhelm Moberg Marknadsafton, con dirección de Rune Carlsten.
A lo largo de su carrera en el Dramaten, Dora Söderberg hizo 82 papeles entre 1917 y 1986. Su último papel, el de "Koketten", tuvo lugar en 1986 bajo la dirección de Ingmar Bergman en la obra de Strindberg El sueño. 
Aun así, en 1989, con casi noventa años de edad, participó en la serie televisiva de SVT Maskrosbarn, escrita y dirigida por Marianne Ahrne. Ella también actuó en diferentes producciones televisivas y cinematográficas producidas a lo largo de un período de más de seis décadas, trabajando con artistas como Vilgot Sjöman y la pareja Hans Alfredson y Tage Danielsson.
Dora Söderberg falleció en Bromma församling, Estocolmo, Suecia, en 1990.

## Teatro
- 1919 : Äventyret, de Gaston Arman de Caillavet y Robert de Flers, escenografía de Karl Hedberg, Dramaten
- 1922 : Vi och de våra, de John Galsworthy, escenografía de Per Lindberg, Lorensbergsteatern[10]
- 1925 : Fröken X, Box 1742, de Cyril Harcourt, escenografía de Rune Carlsten, Djurgårdsteatern[11]
- 1925 : Det stora barndopet, de Oskar Braaten, escenografía de Pauline Brunius, Vasateatern[12]
- 1925 : Mamma, de José Germain y Paul Moncousin, Vasateatern[13]
- 1926 : Morfars hus, de Ejnar Smith, escenografía de Gunnar Klintberg, Vasateatern[14][15]
- 1927 : La fierecilla domada, de William Shakespeare, escenografía de Gösta Ekman y Johannes Poulsen, Teatro Oscar[16]
- 1927 : Bättre folk, de Avery Hopwood y David Gray, escenografía de Pauline Brunius, Teatro Oscar[17][18]
- 1927 : Dibbuk - Mellan tvenne världar, de S. Ansky, escenografía de Robert Atkins, Teatro Oscar[19]
- 1928 : Broadway, de Philip Dunning y George Abbott, escenografía de Mauritz Stiller, Teatro Oscar[20]
- 1929 : Vid 37:de gatan, de Elmer Rice, escenografía de Svend Gade, Teatro Oscar[21]
- 1930 : Henrik VIII, de William Shakespeare, escenografía de Thomas Warner, Teatro Oscar[22]
- 1930 : En liten olycka, de Floyd Dell y Thomas Mitchell, escenografía de Gösta Ekman, Teatro Oscar[23]
- 1930 : Äventyr på fotvandringen, de Jens Christian Hostrup, escenografía de Rune Carlsten, Teatro Oscar[24]
- 1930 : Farmors revolution, de Jens Locher, escenografía de Pauline Brunius, Teatro Oscar[25]
- 1930 : Gustav Vasa, de August Strindberg, escenografía de Gunnar Klintberg, Teatro Oscar[26]
- 1931 : 9 till 6, de Aimée Stuart y Philip Stuart, escenografía de Pauline Brunius, Teatro Oscar[27]
- 1931 : Peter Pan, de J.M. Barrie, escenografía de Palle Brunius, Teatro Oscar[28]
- 1932 : Den farliga vägen, de A.A. Milne, escenografía de Anders de Wahl, gira[29]
- 1932 : Cándida, de George Bernard Shaw, escenografía de Gösta Ekman, Vasateatern[30]
- 1936 : Fridas visor, de Birger Sjöberg, escenografía de Rune Carlsten, Dramaten
- 1937 : Skönhet, de Sigfrid Siwertz, escenografía de Alf Sjöberg, Dramaten
- 1937 : Eva gör sin barnplikt, de Kjeld Abell, escenografía de Rune Carlsten, Dramaten
- 1937 : Vår ära och vår makt, de Nordahl Grieg, escenografía de Alf Sjöberg, Dramaten
- 1937 : Höfeber, de Noël Coward, escenografía de Alf Sjöberg, Dramaten
- 1937 : En sån dag!, de Dodie Smith, escenografía de Rune Carlsten, Dramaten
- 1938 : Älskling, jag ger mig…, de Mark Reed, escenografía de Olof Molander, Dramaten
- 1938 : Kvinnorna, de Clare Boothe Luce, escenografía de Rune Carlsten, Dramaten[31]
- 1938 : Sex trappor upp, de Alfred Gehri, escenografía de Pauline Brunius, Dramaten
- 1939 : Mitt i Europa, de Robert E. Sherwood, escenografía de Rune Carlsten, Dramaten
- 1939 : Nederlaget, de Nordahl Grieg, escenografía de Svend Gade, Dramaten
- 1939 : Guldbröllop, de Dodie Smith, escenografía de Carlo Keil-Möller, Dramaten
- 1940 : Den lilla hovkonserten, de Toni Impekoven y Paul Verhoeven, escenografía de Rune Carlsten, Dramaten
- 1941 : Gudarna le, de A.J. Cronin, escenografía de Carlo Keil-Möller, Dramaten
- 1943 : Kungen, de Robert de Flers, Emmanuel Arène y Gaston Arman de Caillavet, escenografía de Rune Carlsten, Dramaten
- 1944 : Innanför murarna, de Henri Nathansen, escenografía de Carlo Keil-Möller, Dramaten
- 1948 : En vildfågel, de Jean Anouilh, escenografía de Rune Carlsten, Dramaten
- 1950 : Chéri, de Colette, escenografía de Mimi Pollak, Dramaten
- 1959 : Ungdoms ljuva fågel, de Tennessee Williams, escenografía de Per Gerhard, Vasateatern[32]
- 1961 : Oliver!, de Lionel Bart, escenografía de Sven Aage Larsen, Teatro Oscar[33]
- 1964 : Tre knivar från Wei, de  Harry Martinson, escenografía de Ingmar Bergman, Dramaten[34]
- 1971 : Sol, vad vill du mig?, de  Birger Norman, escenografía de Ingvar Kjellson, Dramaten
- 1977 : Ranstadvalsen, de  Jan Guillou y Gunnar Ohrlander, escenografía de Margaretha Byström, Dramaten

## Filmografía

### Cine
- 1933 : Kära släkten
- 1933 : Tystnadens hus
- 1934 : Karl Fredrik regerar
- 1935 : Valborgsmässoafton
- 1945 : Barnen från Frostmofjället
- 1948 : Lars Hård
- 1956 : Moln över Hellesta
- 1958 : Mannekäng i rött
- 1958 : Körkarlen
- 1963 : Prins Hatt under jorden
- 1964 : Att älska
- 1967 : Jag är nyfiken gul
- 1975 : Släpp fångarne loss, det är vår!
- 1976 : Långt borta och nära
- 1978 : En och en
- 1983 : P&B
- 1987 : Jim och piraterna Blom

### Televisión
- 1960 : Fröken Rosita
- 1970 : Röda rummet
- 1979 : Mor gifter sig
- 1981 : Babels hus
- 1983 : Spanarna
- 1983 : Den tredje lyckan
- 1989 : Maskrosbarn